# Скала (муниципалитет)
Скала (итал. Scala) — коммуна в Италии, располагается в регионе Кампания, в провинции Салерно.
Население составляет 1498 человек (2008 г.), плотность населения составляет 115 чел./км². Занимает площадь 13 км². Почтовый индекс — 84010. Телефонный код — 089.
Покровителем коммуны почитается святой Лаврентий, празднование 10 августа.

## Демография
Динамика населения:

## Администрация коммуны
- Официальный сайт: http://www.comune.scala.sa.it